# Vörhenyesfejű hangyászpitta
A vörhenyesfejű hangyászpitta (Pittasoma rufopileatum) a madarak osztályának verébalakúak (Passeriformes) rendjébe és a szúnyogevőfélék (Conopophagidae) családjába tartozó faj.

## Rendszerezése
A fajt Ernst Hartert német ornitológus írta le 1901-ben.

## Alfajai
- Pittasoma rufopileatum rosenbergi Hellmayr, 1911
- Pittasoma rufopileatum harterti Chapman, 1917
- Pittasoma rufopileatum rufopileatum Hartert, 1901[2]

## Előfordulása
Dél-Amerika északnyugati részén, Kolumbia és Ecuador területén honos. A természetes élőhelye szubtrópusi és trópusi  síkvidéki esőerdők.

## Megjelenése
Átlagos testhossza 18 centiméter, testtömege 96 gramm. Vörös feje, narancs színű torka és vastag fekete szemsávja van.

## Életmódja
Tápláléka rovarokból áll.

## Külső hivatkozások
- Kép az interneten a fajról
- Internet Bird Collection - videók a fajról